# 托馬斯·薩多斯基
托馬斯·薩多斯基（英語：Thomas Sadoski，1976年7月1日—）是美國的一位演員。薩多斯基出生在康涅狄格州紐黑文，他的演藝生涯開始於外百老匯。現任妻子是好萊塢女星亞曼達·塞佛瑞。